# Lyra Jakulevičienė
Lyra Jakulevičienė (ex. Vysockienė; * 6. November 1974 in Vilnius) ist eine litauische Juristin, Völkerrechtlerin, Asylrechtlerin, Professorin an der Mykolas-Romer-Universität und Dozentin an der Universität Vilnius.

## Leben
Nach dem Abitur an der 48. Mittelschule Vilnius studierte sie von 1991 bis 1993 an der Schule für Sprachen und Kommerz Vilnius sowie von 1992 bis 1997 Jura im Diplomstudium an der Universität Vilnius. Anschließend absolvierte sie bis 2001 das Promotionsstudium an der Universität Vilnius. Am 19. Dezember 2001 promovierte sie zum Thema „Asyl: internationale Staatenverpflichtungen und EU-Recht.“ Jakulevičienė wurde für ihre Monografie „Pabėgėlių teisė“ in der Sektion der Nachwuchswissenschaftler mit dem Preis der Litauischen Akademie der Wissenschaften 2006 ausgezeichnet. 2008 habilitierte sie im Asylrecht. 
1997 arbeitete sie als Spezialistin im Europaministerium Litauens, danach in den internationalen Organisation in der Ukraine, Türkei, Schweden. Von 2001 bis 2003 war sie Lektorin an der Rechtsuniversität von Litauen und von 2004 bis 2009 als Dozentin am Lehrstuhl für Völkerrecht. Seit September 2009 ist sie Professorin der MRU. 2013 und 2024 war sie Kandidatin zum  Richteramt am Europäischen Gerichtshof für Menschenrechte.
Sie ist verheiratet mit Manager Adrijus Jakulevičius (in der zweiten Ehe). In der ersten Ehe war sie mit Visockas verheiratet.
Sie spricht Litauisch, Englisch, Russisch, Französisch und Tamilisch.

## Publikationen
- Asylrecht // Pabėgėlių teisė (monografija), 2005 (apdovanota Lietuvos MA premija, 2006)
- Implementation of the EU Qualification Directive in the Republic of Lithuania (Artikel) // in “The Qualification Directive: Central Themes, Problem Issues and Implementation in Selected Member States” by Karin Zwaan (red.), pp. 127–137, Wolf Legal Publishers, Nijmegen, Nyderlandai, 2007;
- Insights into transposition and implementation problems of the EU Asylum directives in Lithuania. AWR-Bulletin Nr. 3/2007, Deutschland (bendraautorius Laurynas Biekša).
- kt.[6]